# سند، ساری
سند (به انگلیسی: Send) یک روستا و محله مدنی در بریتانیا است که در Guildford واقع شده‌است. سند ۶٫۹۵ کیلومتر مربع مساحت و ۴٬۲۴۵ نفر جمعیت دارد.